# 좌승희
좌승희(左承喜, 1947년 5월 25일 ~ , 제주도 제주시)는 대한민국의 경제학자이다. 

## 학력
- 제주제일고등학교
- 서울대학교 경제학과 학사 및 석사
- UCLA 대학원 경제학 박사

## 경력
- 한국은행 조사1부 금융재정과
- 미국 연방준비은행 미니애폴리스 이코노미스트
- KDI 연구위원
- 대통령자문 정책기획위원회 위원
- KDI 선임연구위원
- 한국경제연구원 원장
- 정보통신부 통신위원회 위원
- 대통령자문 정부혁신추진위원회 위원
- 국민경제자문회의 위원
- 한국비교경제학회 회장
- 서울대학교 국제대학원 초빙교수
- 한국규제학회 회장
- 경기개발연구원 원장, 이사장
- 전국시도연구원협의회 회장
- 서울대학교 경제학부 겸임교수
- 한국제도경제학회 회장
- 대통령자문 국가경쟁력강화위원회 위원
- KDI 국제정책대학원 초빙교수
- 영남대학교 박정희대학원 석좌교수
- 박정희대통령기념재단 이사장
- 박정희연구원장
- 한국제도경제학회이사장
- 아주대학교 국제대학원 초빙교수